# Stanislav Hoffman
Stanislav Hoffman (ur. 27 marca 1945 w Pradze) – czeski lekkoatleta reprezentujący Czechosłowację, średnio - i długodystansowiec.
Początkowo specjalizował się w biegu na 1500 metrów. Zajął w nim 5. miejsce na europejskich igrzyskach halowych w 1964 w Warszawie oraz 10. miejsce na mistrzostwach Europy w 1966 w Budapeszcie.
Zdobył brązowy medal w biegu na 1500 metrów na europejskich igrzyskach halowych w 1967 w Pradze za Johnem Whettonem z Wielkiej Brytanii i swym kolegą z reprezentacji Josefem Odložilem.
Później startował głównie w biegach długich. Odpadł w eliminacjach biegu na 5000 metrów na mistrzostwach Europy w 1971 w Helsinkach, a na następnych mistrzostwach Europy w 1974 w Rzymie zajął 7. miejsce na tym dystansie oraz 13. miejsce w biegu na 10 000 metrów.
Hoffman był mistrzem Czechosłowacji w biegu na 5000 metrów w 1971, w biegu na 10 000 metrów w 1974 i 1975, w sztafecie 4 × 1500 metrów w 1969 oraz w biegu ulicznym w 1970, 1973, 1974 i 1977, wicemistrzem w biegu na 1500 metrów w 1966, biegu na 5000 metrów w 1972 i w biegu ulicznym w 1975, a także brązowym medalistą w biegu na 1500 metrów w 1967 i 1969, w biegu na 5000 metrów w 1970 i w biegu przełajowym w 1972.
Był rekordzistą Czechosłowacji w biegu na 5000 metrów z czasem 13:42,0 uzyskanym 8 października 1969 w Starej Boleslavi oraz w biegu na 10 000 metrów z wynikiem 28:21,8 osiągniętym 25 maja 1974 w Pradze.